# San Siro Museum
Il San Siro Museum è un museo situato all'interno dello stadio Giuseppe Meazza di Milano, noto comunemente come stadio San Siro. Dedicato alla storia del calcio e, in particolare, alle due principali squadre di Milano, l'A.C. Milan e l'F.C. Internazionale Milano.
Il museo è stato inaugurato il 5 ottobre 1996, con l'obiettivo di celebrare il patrimonio sportivo delle due squadre milanesi e dello stadio stesso. L'esposizione è stata successivamente ampliata per includere una più ampia gamma di cimeli storici e mostre interattive.
Oltre al museo, i visitatori possono partecipare a un tour guidato dello stadio che include l'accesso agli spogliatoi, al tunnel dei giocatori e al campo.